# Single-Nationalpark
Der Single-Nationalpark ist ein Nationalpark im Nordosten des australischen Bundesstaates New South Wales, 432 km nördlich von Sydney, etwa 42 km südwestlich von Glen Innes und rund 35 km südöstlich von Inverell.
Im Westteil des auf der Hochebene von New England, südlich der Quelle des Macintyre River, gelegenen Park findet man lichte, trockene Hartlaubwälder mit viel Unterholz, während im Ostteil eher Gras als Unterwuchs auftritt.